# Luis Morera
Luis Morera Felipe (Santa Cruz de La Palma, 10 de octubre de 1946) es un artista canario originario de la isla de La Palma, que se ha expresado principalmente a través de la música y la pintura. No obstante su trayectoria también abarca áreas como la escultura y la dirección artística de espacios arquitectónicos. Cada una de estas disciplinas se encuentra íntimamente relacionada con la protesta y el activismo social. La defensa de la identidad cultural, así como, la protección del patrimonio histórico, artístico y natural de las islas son ejemplo de ello. En su obra también adquiere especial relevancia la exaltación de la belleza natural y el amor a la vida. Vida, arte y naturaleza son en su actividad creativa elementos inseparables, encontrando su fuente de inspiración en las islas Canarias. En la actualidad ha sido nombrado Hijo adoptivo de Gran Canaria y Embajador de Buena Voluntad de la Reserva de la Biosfera de La Palma.

## Biografía
Es el hermano pequeño de los seis hijos que tuvo el matrimonio de María Aristela Felipe y Manuel Álvaro Morera. Dos años después de su nacimiento, la familia instaló su residencia en el Sáhara español, donde el padre fue destinado como oficial militar de alto rango. Tres años más tarde la familia regresaría a su lugar de origen para quedarse, cuyo entorno marcaría definitivamente la carrera del artista, con una trayectoria profundamente ligada a sus orígenes. Ya de adolescente, Luis Morera ahondaba en los elementos que observaba de su alrededor, elementos que hoy en día podemos ver plasmados en su obra. De su abuelo y de su padre aprendió a comprender los movimientos y coherencias en los procesos naturales. 

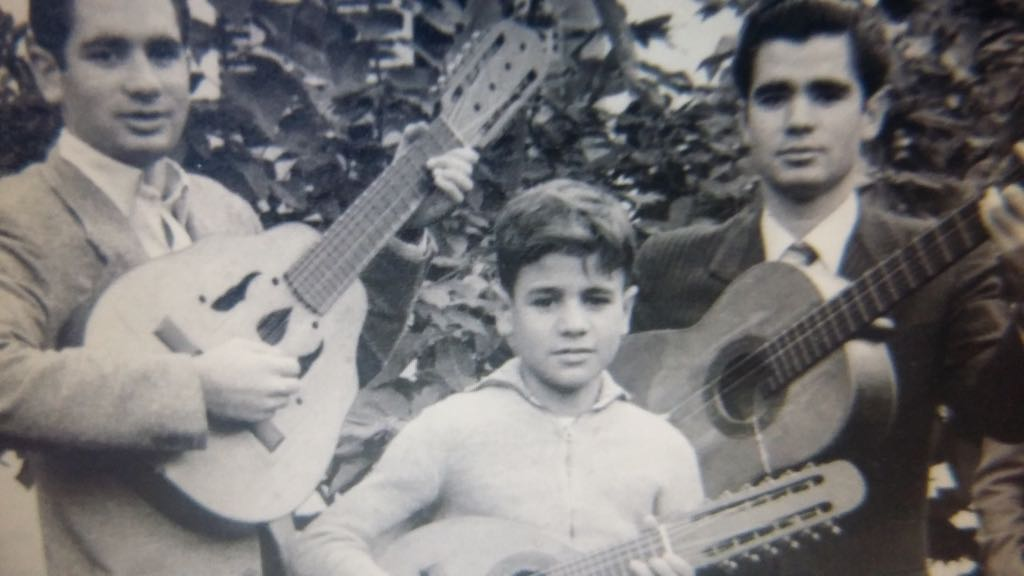
Luis Morera junto a sus hermanos Manolo y Álvaro Morera

Su gusto por el arte y talento se manifestó desde muy temprana edad. Desde los 8 años tuvo la oportunidad de participar en los conciertos navideños de Santa Cruz de la Palma y cantar en el Teatro Chico.  En el coro de la parroquia de El Salvador aprendió a tocar la guitarra. Fue en la casa de su hermano Manuel, donde todos se dedicaban a menudo a hacer música, cuando conoció el bolero. El y su hermano Manuel actuaron varias veces juntos en el Teatro Circo de Marte de Santa Cruz de la Palma. Tras ello, en su adolescencia, formó parte de “Los Crótalos” y “Nuevas Vibraciones”  grupos en los que se tocaba música pop, rock y baladas. En ambas formaciones ocupó el papel de cantante solista.
Paralelamente a sus estudios en el instituto, ingresó con 15 años, gracias a una beca, en la “Escuela de Artes y Oficios de Santa Cruz de La Palma” para perfeccionarse en las disciplinas de pintura y escultura. Un año después le fue concedido el primer premio en un certamen juvenil en el que participó, organizado por el “Circulo de Bellas Artes de Santa Cruz de Tenerife”. El cuadro presentado fue la improvisación de un paisaje realizado sin pinceles, únicamente haciendo uso de sus manos como herramienta. A partir de esta primera experiencia comenzaría a participar en varias exposiciones colectivas. 
Ya que la sociedad en aquel entonces aún era de estructura severa, la familia de Luis Morera no se alegró del deseo inicial de su hijo de estudiar arte, algo natural sobre todo si tenemos en cuenta que en ese entonces todavía se estaba luchando por su consideración como formación superior. A pesar de las dificultades logró financiarse parte de los estudios en la facultad de Bellas Artes en la Universidad de La Laguna, haciendo música con diversos grupos de rock. En 1965, el año que comenzaba sus estudios, obtuvo el primer premio en Festival de la Canción Moderna de Tazacorte. Cobijado en casa de su hermano mayor Álvaro, que vivía en Santa Cruz de Tenerife, fundó el grupo de rock “Los Atlantes” y más tarde actuó con “Los Tomcats” ante un público de turistas, integrando en su repertorio canciones, de entre otros, Areta Franklin, Otis Redding o Marvin Gaye. 
Después de sus estudios, volvió a La Palma, donde conoció a Miguel Pérez, quien sería hasta hoy su acompañante musical y amigo. Ambos viajaron cantando por Gran Canaria, Ibiza, Madrid y Barcelona un repertorio que abarcaba desde la música clásica hasta la de Jimmy Hendrix. Su característico estilo hippie, los llevó a ser realmente conocidos cuando les ofrecieron actuar en el programa de televisión canaria de folklore “Tenderete” y se les pidió cortarse la melena de aspecto afro que llevaban orgullosamente como símbolo de su libertad. El hecho de no dar su brazo a torcer y presentarse con su peinado revolucionario ante un público amante del folklore, más bien conservador, les lanzó de golpe a la fama. A través del éxito de su canción “La última folía”, Luis Morera, Miguel Pérez y Manolo Pérez, consiguieron la oportunidad de grabar un disco en Barcelona en 1973, apareciendo así “La contra”, con versiones clásicas de Néstor Álamo. Con ello, en 1974 se fundaría por fin el grupo musical Taburiente. En 1982 se casa con su mujer Silvia Orozco. De este matrimonio nacería Julia, su única hija.
Un acontecimiento clave que marcaría de forma definitiva la trayectoria del artista Luis Morera fue conocer a su amigo César Manrique. Coincidieron durante una actuación musical en un local que pertenecía a un centro cultural creado por César Manrique: “El Almacén César Manrique” en Arrecife, Lanzarote. Nada más terminar la primera canción, César Manrique subió al escenario a abrazar al cantante. Desde entonces existió entre los dos artistas una profunda amistad marcada por el intercambio de la afinidad artística. Ambos partieron de una simbiosis muy parecida en su comprensión del arte y la naturaleza, no obstante cada uno tomó su propio e inconfundible camino artístico. También los unió la continua lucha que mantuvieron contra la especulación de terrenos, y el esfuerzo por la conservación de la naturaleza. Esta idea cristalizó de forma conjunta en la lucha por la conservación del parque “La Quinta Verde” en Santa Cruz de La Palma. Fruto de esta relación y ante el desafortunado fallecimiento de César Manrique el 25 de septiembre de 1992, Luis Morera compuso la canción “César” como homenaje a su amigo artista, y en el libro “Homenaje de ida y vuelta” publicado por Pedro Lasso en noviembre del 2001, le dedicó la malagueña “Escrito en el fuego”.

## Carrera musical
El mérito del músico y poeta, así como del conjunto musical Taburiente, consiste en la adaptación del viejo patrimonio musical popular al espíritu imperante hoy día, para que de este modo lo tradicional pueda sobrevivir bajo una apariencia nueva. Su carrera musical se desarrolla dentro del emblemático conjunto y también en solitario.

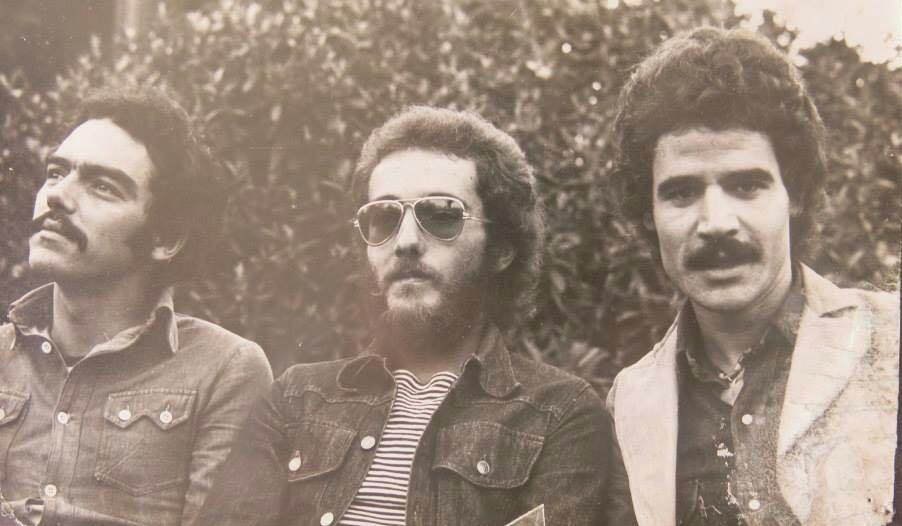
Componentes de Taburiente: Miguel Pérez, Manolo Pérez y Luis Morera

### Discografía deTaburiente
La carrera discográfica del grupo Taburiente se puede dividir, a grandes rasgos, en tres amplios periodos. El grupo llegó a la fama en Madrid con los discos “Nuevo cauce” en 1976 y con “Ach Guañac” en 1978. En estas dos grabaciones, se cristaliza un estilo en el que se fusiona el folklore canario, la canción protesta e innovadoras sonoridades con el uso de sintetizadores. En “Nuevo cauce” los temas son de un marcado contenido político, con reivindicaciones sociales y nacionalistas. Ya en él se hallan algunos de los temas más clásicos del grupo: nueve temas propios y un poema de Agustín Millares Sall, al que puso música Caco Senante. Por la creación de la portada de este disco, Luis Morera recibió el Premio del Año de 1976. En ella aparecen tres bloques de piedra en el desierto, con los rostros cincelados de los integrantes del grupo, sobre los que se posa un buitre. El disco “Ach Guañac” con un sonido más cercano al pop (si bien no abandona los elementos del folklore canario) contó con la colaboración de músicos pertenecientes a Los Canarios y Coz. La canción que da nombre a este disco ha sido considerada un himno del nacionalismo de izquierda y el independentismo. Su portada ilustra mediante un drago formado por las diferentes generaciones, la libertad de las islas oprimidas. En estos años Luis Morera formaba parte de un movimiento artístico llamado “Canarias Pueblo Palabra y Canción”, que abogaba por la recuperación de la identidad cultural de las Islas Canarias tras el restrictivo régimen franquista. Con ello, su música estuvo estrechamente vinculada a los movimientos sociales que estaban teniendo lugar en el archipiélago. Tras la publicación de estos dos discos, se convierten en los principales exponentes de la canción de autor en Canarias. Durante esta época también colaboraron en discos de otros artistas como Rosa León o el tinerfeño Caco Senante.
A inicios de los 80 se producen algunos cambios en el grupo, marchándose Manolo Pérez y entrando Luisa Machado (voz femenina y guitarra) y Alberto Méndez (bajo eléctrico), dando una nueva sonoridad al grupo. No volvemos a encontrar nuevos trabajos discográficos de Taburiente hasta 1985, año en que editan A Tara, y donde se publica por primera vez una de las canciones más emblemáticas, A la Caldera. A partir de ahora el grupo se volcará en una temática más ecologista y pacifista. La naturaleza constituye el punto central de las canciones, tanto bajo la perspectiva de la apreciación de la belleza de la misma como de su protección. La nueva sonoridad del grupo, ya sin el exceso de sintetizadores que tuvo en los 70, vendrá caracterizada por el bajo eléctrico, que se convierte en instrumento solista, así como por las influencias de la música norteafricana. En esa línea editarán A la Quinta Verde en 1987, Atlántico en 1988 y Grandes Éxitos (con nuevas versiones y temas inéditos) en 1989; discos en los que colaborará el pianista Enrique Guimerá. En esta segunda fase se creó un estilo que representó más bien un enlace entre el folklore, el jazz, el rock o pop, formando el repertorio instrumental más acústico. A finales de esta segunda etapa se evidencia, sobre todo en las canciones “Manifiesto” y “El dorado”, piezas de la grabación Astral en 1991, la problemática de la manipulación de la naturaleza, subrayada musicalmente con una tendencia roquera. En este disco los sonidos se muestran mucho más electrónicos y cuenta con la participación del teclista Luis Fernández. Tras este momento Luisa Machado y Alberto Méndez abandonan el grupo para iniciar su andadura en solitario.
En 1995 publican A Tierra, y en 1999 Bajo la piel del agua y la colección Sol. En esta tercera etapa la temática personal adquiere mayor fuerza. Los textos tratan de la magnitud de la naturaleza, del universo, del mundo, de las islas y sus habitantes, del amor y de los recuerdos.  Las canciones reflejan poesía, sensibilidad, una ligera ironía y una madurez palpable. Se vuelve a las raíces musicales, pero con mayor calidad y experiencia en el campo de la acústica, donde el canto de coro, como en los grupos de baile de folklore tradicional, tiene un papel importante. Elementos musicales como la malagueña, donde la voz está acompañada de una sola guitarra, el punto cubano, o sonoridades de jazz y reggae enriquecen el repertorio existente. El núcleo del grupo se compone de Luis Morera (voz, coro), Miguel Pérez (guitarra, coro), y Eduardo Martín (coro). 
En el 2004 con motivo del 30 aniversario de la formación del grupo, ofrecieron un concierto sinfónico en el Auditorio Alfredo Kraus y grabaron un disco producido por Kike Perdomo en estudio, donde versionan algunos de sus temas más clásicos, añadiendo un carácter completamente nuevo gracias a los arreglos escritos por Carlos Puig.
En 2008 editan Libre, un nuevo trabajo que cuenta con una nueva formación. El saxofonista tinerfeño Kike Perdomo se convierte en director de la banda. Las voces principales y coros siguen siendo de Luis Morera, Miguel Pérez y José Eduardo Martín; a la batería, Alfredo Llanos; la percusión de Sergio García; el bajo de Francisco López; la guitarra de Sergio Cebrián y Francis Hernández, al piano. Ocho temas originales y dos versiones: "El náufrago del Sahara" del gaditano Javier Ruibal y una versión muy personal del tema Mararía de la banda sonora de la película del mismo título (basada en la novela de Rafael Arozarena) y compuesta por el autor güimarero, Pedro Guerra. 
En 2012 nacería el ambicioso proyecto ”En busca de Valentina”, presentándose públicamente el 29 de diciembre en el auditorio de Alfredo Kraus , para luego centrarse en una gira y una serie documental que indaga el legado de Valentina por todo el archipiélago. Este macroespectáculo dirigido por Manuel González aunó a las destacadas agrupaciones de Mestisay y Taburiente, que ofrecieron un repertorio de sus temas más emblemáticos, además de una banda formada por diez de los mejores músicos del Archipiélago. Con ello, siguiendo la filosofía por la que quiso apostar este proyecto, y bajo su sentimiento de pancanariedad se implicó también a centenas de artistas profesionales y aficionados de las diferentes localidades o comarcas donde se llevó a cabo, de manera que se pusiera de manifiesto el talento de las islas. En esta producción se planteó una fusión musical que trasciende el repertorio popular de ambas formaciones y escenificó una profunda reflexión, llevando a cabo una actuación bajo la idea de la recuperación del legado y espíritu de la legendaria herreña Valentina Hernández de Sabinosa (1891-1974), una de las figuras esenciales del folklore canario. Tras la gira de tres años y tras haber recorrido buena parte de la geografía de Canarias con una veintena de conciertos, concluyó el 28 de mayo 2016 en la Plaza Valle de Guerra de La Laguna.

### Discografía en solitario
En diciembre de 2002, apareció “Desde dentro”, el primer solo de Luis Morera grabado en CD. Esta grabación es una obra muy personal, para la que eligió canciones que hablan de la naturaleza, el amor, la guerra, pero también de niños jugando en el patio de su colegio. Son temas y canciones que desde siempre le habían fascinado y que ha cantado desde su juventud hasta hoy. El repertorio de este CD consiste en viejos boleros, composiciones o letras propias y canciones de otros músicos, como Luis Eduardo Aute (De alguna manera), Alí Primera (La piel de mi niña), Jorge Cafrune (No quiero ver el sol), o Chavela Vargas (Amanecí en tus brazos), a los que homenajeó en esta obra también dedicada a Leonard Cohen, a quien rinde su reverencia poniendo música a “Susan”. “Habana”, “Generación 2000”, “Luna de los desiertos” y “Mundo azul” son creaciones propias que dan testimonio de su profunda emotividad y creatividad. 
Su segundo disco en solitario, “Espacio abierto”, fue publicado en marzo de 2004. Como en el disco anterior, se confía a las personas que le escuchan y les habla de historias y acontecimientos. Es un paseo por el pasado, donde el cantante se entiende como narrador musical. En las canciones mexicanas que tanto le gustaban de niño, se oyen historias reales, con un principio y un final. Conmovedora y sugestiva es la letra y música de la “Balada para Esther” que Luis Morera escribió y compuso con motivo del lamentable y demasiado pronto fallecimiento de su querida cuñada Esther. También son creaciones del poeta y compositor la “Balada para Julia”, que dedicó a su hija Julia y las canciones “Busco mi espacio”, “Amor clandestino”, y “La luna se mete en sábanas”.
En el año 2009 vería la luz su tercer trabajo, “Me sigue cantando el alma”. Este disco es una recopilación de temas contrastados entre sí, todos ellos interpretados de una manera íntima y cercana, como si de una actuación en directo se tratase. Para lograr dicha textura fueron fundamentales las aportaciones con el saxo y la flauta por parte de Kike Perdomo y el guitarrista Carlos Martín, quien a partir de estos momentos acompañaría al cantante de forma constante. 
En 2016 se impulsó, con motivo de la conmemoración de su trayectoria artística a los 70 años, el proyecto-homenaje llamado “Morera sinfónico”. Un ciclo de tres grandes conciertos acompañados por las dos orquestas públicas de Canarias, la Orquesta Sinfónica de Tenerife y la Orquesta Filarmónica de Gran Canaria.
En diciembre de 2020 editó su nuevo disco, "Amor infinito".
En 2022 fue el pregonero y el autor del cartel de las Fiestas de agosto de la Virgen de Candelaria, patrona de Canarias.

## Pintura
Su obra pictórica es el reflejo visual de sus composiciones musicales. En este terreno adquiere relevancia de igual forma la exaltación de la belleza natural. Ésta en ocasiones es plasmada de forma realista, y en otras es protagonista de abstracciones y juegos surrealistas. Ejemplo de ello son la serie de Orillas Negras, que muestran la particular belleza de las orillas de arena negra de origen volcánico de las islas; las imágenes dedicadas a La Caldera y los bosques de laurisilva; los meditativos paisajes áridos con las Solteras de Lanzarote; Bejeques surrealistas acompañados de esferas y otras plantas imaginarias; Las mujeres-lagarto o Isauras; obras abstractas como Origen que hace referencia a los comienzos de la existencia, etc
Dentro de estas series cabe destacar también los retratos: niños jugando en la caldera, retratos de las fiestas y su gente, los diferentes retratos a su mujer vestida de blanco como Silvia en el balcón o Silvia mirando el mar, a su hija Julia en la ventana, su madre Aristela y los expresivos autorretratos del artista. Todos ellos están realizados con una pincelada ágil, mostrando habilidad para plasmar la expresión clave y el carácter individual de cada retratado.
También existen numerosas referencias costumbristas a la isla de La Palma, siguiendo con su filosofía renovadora y protectora del patrimonio cultural inmaterial de su entorno. Con ello, en su repertorio encontramos desde las coloridas obras que muestran las vestimentas tradicionales en Las Romerías hasta las representaciones de cromatismos suaves y pasteles del carnaval palmero de Los Indianos. En esta última serie ejerce especial hincapié, haciendo gala de la elegancia, pompa, espontaneidad y la alegría que impregna ese día las calles de su ciudad. Estas obras destacan por un gran dinamismo, expresividad y luminosidad. La luz es un elemento esencial en cada una de ellas, es la indiscutible protagonista. El tratamiento de las pinceladas es impresionista. Son composiciones donde los trazos ágiles y sueltos de las figuras contrastan con su personal técnica para simular los polvos talco que envuelven las escenas. Sus cuadros fueron elegidos como cartel anunciador del acto dos años consecutivos, en 2011 y 2012. En ellos se muestra a mujeres ricamente ataviadas con delicados vestidos, pamelas, guantes, abanicos, abundancia de joyas, etc
En su trayectoria pictórica es imprescindible destacar sus obras más reivindicativas, el Ach Guañac y El Hambre. El Ach Guañac, imagen de la portada del disco que llevaba el mismo nombre, es un cuadro surrealista-verista que refleja las diferentes generaciones de las islas canarias a través de un drago, árbol endémico canario. Pretende hacer énfasis en la lucha por la identidad canaria, lo que adquiere aún más sentido teniendo en cuenta el momento de su realización, en 1970, en los últimos años del régimen franquista. Para ello hace uso de un paralelismo con la conquista española de las islas y los guanches. 
El estilo crasamente realista, despiadado y estridente del verismo resalta con gran efecto en El Hambre, pintura cuyo componente de crítica social adopta una función central. Las figuras están expuestas sin tapujos de ningún tipo y con sarcástica amargura. El principal problema social de nuestro tiempo, “el hambre y la pobreza del Tercer Mundo”, queda plasmado en el cuerpo del niño desnudo y macilento que lleva una escudilla de hojalata en la mano derecha, figura que ocupa un papel central. Contraste de ideas entre un rojo que podría simular calidez o insinuar peligro y el azul desangelado que rodea a los personajes que se encuentran en segundo término, dejando en evidencia la frialdad humana. Se muestran dos actitudes: indiferencia y desprecio, esta última claramente reflejada en los dos únicos rostros que le sostienen la mirada, gestos arrogantes, reflejo del desprecio y odio al ser humano.
Con frecuencia, los cuadros de Luis Morera no solamente están pintados en óleo o en acrílico, sino que también hace uso de materiales naturales como arena, piedras de la playa, etc. creando así diferentes texturas. Especialmente llamativos son también sus trabajos a bolígrafo, de un gran realismo y precisión, como por ejemplo el conocido Ídolo de Tara o el retrato al artista Dalí.
A parte de los soportes como el lienzo, cartón y papel, ha apostado por la denominada “Pintura mural”, es decir, pintura artística de gran formato sobre paredes, techos, bóvedas, etc. Para ello se ha decidido por la técnica de pintura al seco. Son alrededor de una veintena los trabajos realizados y que se encuentran por toda la geografía del archipiélago. Algunos ejemplos son: El hall del hotel “Taburiente Playa” en los Cancajos (La Palma) que muestra el Barranco del Agua; Un muro de piedras multicolores con efecto de trampantojo en el centro de eventos y banquetes del  “Parque Marítimo” en Santa Cruz de Tenerife. El hall del hotel “Iberostar Grand Hotel Anthelia” en Las Américas (Tenerife), que representa la vida y el hacer de la divina Danaide Anthelia de la mitología griega.
Numerosas son las exposiciones pictóricas que se han celebrado en el archipiélago canario. No obstante la más destacada fue la retrospectiva “El arte de vivir”, presentada en el antiguo Convento de Santo Domingo en La Laguna (Tenerife) en diciembre de 2016 y en el Palacio Salazar en Santa Cruz de la Palma en enero de 2017 . También expuso de forma permanente varios años en la galería Avivarte en La Placeta, en Santa Cruz de la Palma junto a Natán Teuch con quien formó equipo en varias ocasiones. 
Fuera de las islas es destacable la exposición realizada en el Centrum Sete Sóis Sete Luas de Pontedera” en Toscana, y en el Centrum Sete Sóis Sete Luas en Ponte de Sor, en Portugal.

## Escultura

### Esculturas individuales

#### Enano

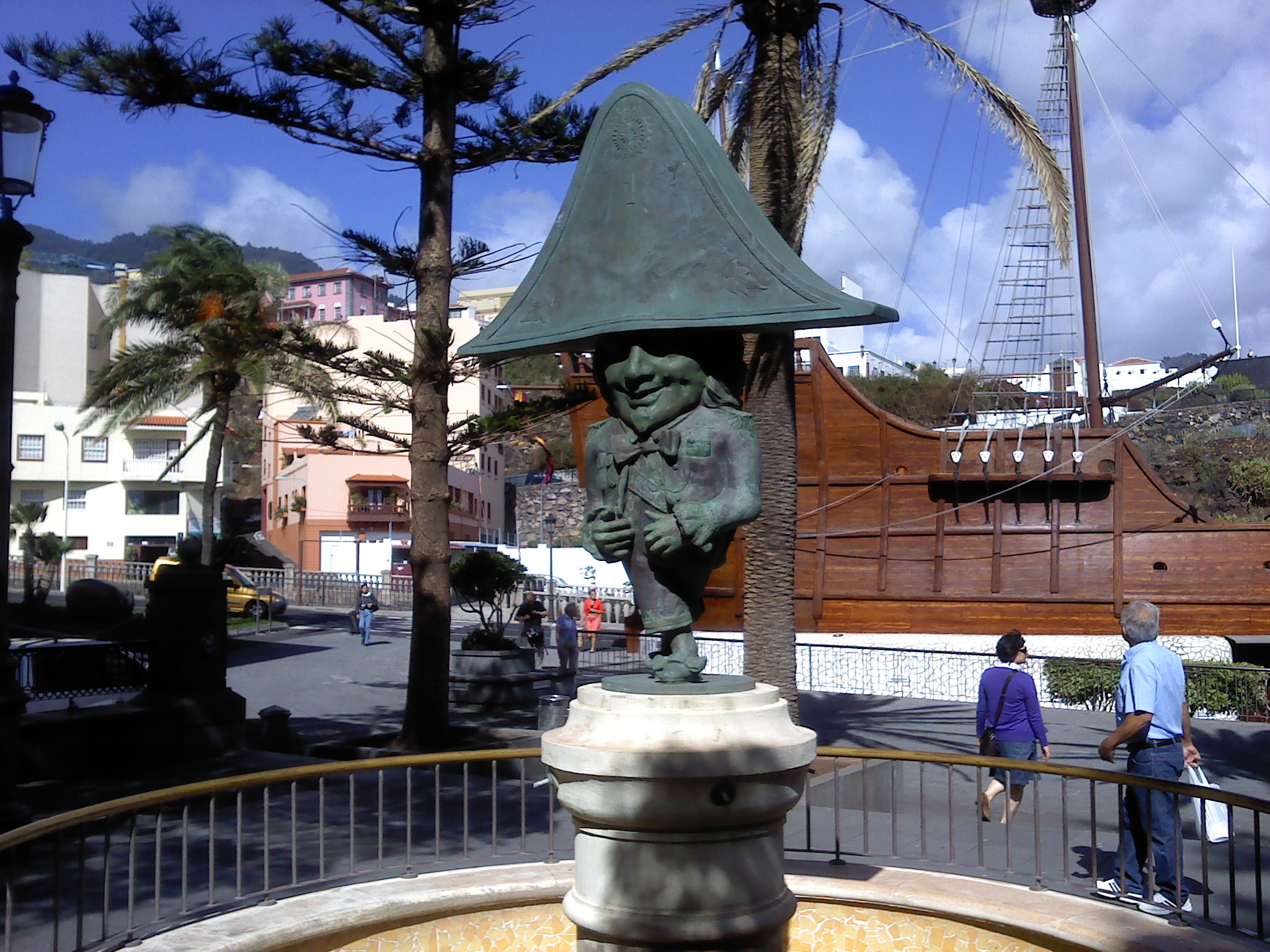

La escultura del  “Enano” situada en la plaza de la Alameda, frente a El Barco de la Virgen en Santa Cruz de la Palma fue inaugurada en el año 2000. Esta obra representa a la figura más representativa de las “Fiestas Lustrales de la Bajada de la Virgen de las Nieves” de Santa Cruz de La Palma, después de la “Virgen de las Nieves”, la patrona de la isla. La danza de los enanos se trata de una tradición que comenzó en 1905 como muestra de agradecimiento a la misma. La escultura está realizada en bronce y supone una reproducción exacta en cuanto al tamaño y a todos los detalles de la indumentaria de los enanos: el bicornio francés, la casaca y los zapatos con hebilla y lazo grande. El aspecto de los enanos es una pequeña burla que imita con ironía la vestimenta de las tropas de la ocupación de Napoleón en la Guerra de la Independencia Española (1808-1814). En esta escultura Luis Morera capta exactamente el momento en el que el enano está ejecutando su típico paso de danza, lo muestra en movimiento y con una pícara sonrisa. 

#### San Miguel
La escultura del “San Miguel” situada en la plaza frente a la Plaza del Morro y del Ayuntamiento de la Villa y Puerto de Tazacorte, fue inaugurada el 29 de septiembre de 2007. Esta obra, que realizó junto a su amigo artista Natán Teuch, representa al Patrón de la isla de La Palma, San Miguel. Está realizada en bronce y situada sobre un zócalo de cerámica en medio de una fuente circular. Su altura es de un total de 3,70m, mostrándose las figuras del Arcángel y de Luzbel a escala natural. El santo está vestido con el atuendo militar romano: armadura en el pecho, chitón corto, yelmo con plumero, escudo con las iniciales “Q.S.D.”, botas con perneras… El Diablo, representado con figura humana, tiene grandes cuernos de carnero que sobresalen de su pelo ensortijado, garras de bestia, unas extensas y realistas alas como las del arcángel y una larga cola que cuelga sobre la nube que sirve de apoyo. Los cuerpos han sido minuciosamente esculpidos, prestando mucha atención a los detalles: el plumaje de las cuatro alas y el casco, el dibujo de las mangas del Ángel que imita el cuero, las perneras del santo militar con detalles como la hebilla y las correas, etc.
El artista hace uso de un sistema compositivo diagonal logrando transmitir sensación de movimiento y ligereza, aspecto que se ve reforzado por el tratamiento de las telas, la posición de sus alas y las vaporosas nubes sobre las que descansan. El momento elegido representa la expulsión de Satanás de los cielos por parte del Arcángel San Miguel, que lo apunta con una lanza. El tratamiento de la obra es clásico, no muestra agresividad en los rostros, aunque si una profunda tensión psicológica entre los protagonistas. Las posturas corporales se tornan elegantes, por un lado la pose firme, amenazadora y alerta del arcángel y por otro la de un Satanás que parece estar todavía a medio camino entre los cielos y el infierno. Aparece con un gesto delicado y con un rostro sereno que quizá todavía esté intentando confundir a quien lo expulsa. De hecho, a pesar de que comienza tener atributos propios del demonio se sigue mostrando con rasgos bellos. Se muestra en plena transformación

### Esculturas enmarcadas dentro de complejos arquitectónicos

#### El camaleón
Sus esculturas son frecuentemente motivos vegetales, lagartos o en este caso un camaleón que trepa por una roca. En obras como esta se pone en evidencia la filosofía del artista de simbiosis arte-naturaleza. Simbólicamente la idea es representada a través este reptil capaz de adaptarse a su entorno. La escultura se encuentra en la Plaza de La Glorieta, y el tratamiento de su cobertura es el mismo que se ha trabajado en los suelos, es decir, con fragmentos de azulejos. 

#### Planta surrealista
Se encuentra situada en el restaurante Chipi-Chipi, en Las Nieves. Representa una visión imaginaria de la flora canaria. Esta enigmática escultura está realizada en cemento pigmentado con sutiles cromatismos que encajan a la perfección con el entorno vegetal y los compartimientos de piedra. El centro de la composición aparece presidido por una esfera de cristal y está rematado por un móvil con semiesferas que contrastan con colores más vivos. A parte de esta obra, la imagen actual del restaurante es también obra del artista

## Dirección artística de espacios arquitectónicos
El pilar fundamental en esta área para el artista es la armonía entre el entorno natural y la arquitectura, la naturaleza es la maestra y el arte debe fusionarse con ella. Para él la armonía entre el entorno natural y la arquitectura, la atención a las condiciones climáticas y de la región, así como las formas tradicionales de construcción y la utilización de materiales naturales, son de suma importancia. De este modo, la “Plaza de la Glorieta” en Las Manchas , su obra de mayor envergadura en este terreno, se adapta a su entorno rústico, mientras que la realización del “Jardín Botánico” en Los Llanos de Aridane sigue una línea más urbana. Cabe destacar que en esta última, a pesar de sus evidentes aportaciones, su proyecto no se ejecutó hasta el final. En ellas encontramos suelos ricamente decorados con fragmentos de cerámica de distintos colores que dibujan motivos de la flora y fauna autóctona, un pavimento que convive además con una cuidada selección de plantas endémicas vivas. Todo ello ejerciendo una transición fluida junto a un juego de formas y volúmenes realizados con piedras de lava y materiales naturales. 
Otros trabajos en la isla de la Palma en esta área son: Patio de columnas de La Hacienda Tacande, en El Paso; Reforma del restaurante Chipi-Chipi, en Las Nieves; el asesoramiento y renovación en cuanto a el colorido de las fachadas del casco antiguo de Los Llanos de Aridane y Los Quioscos del Paseo Marítimo de Puerto Naos. 
No obstante su actividad creativa en el ámbito de espacios arquitectónicos no se limita a los ejemplos que han podido materializarse. Numerosos bocetos como el “Parque Cultural Plaza del Sol” proyectado para Los Llanos de Aridane; El Parque Marítimo de Mazo; El Mirador de la Concepción y Modelos de urbanización para La Quinta Verde son testimonio de ello.

## Realización de belenes
Desde 1992, Luis Morera elaboró junto con Natán Teuch y su equipo cada año en la época navideña el nacimiento de Los Llanos de Aridane. Estas minuciosas obras tienen especial interés pues en ellas confluyen parte de las disciplinas anteriores y la filosofía arte naturaleza. Éstas se reúnen para dar forma a un paisaje de extraordinaria semejanza con el paisaje natural. Para ello utiliza elementos de la misma naturaleza de La Palma, como piedras, guijarros o rocalla, arena, musgo o agua.  Erupciones de volcanes, al igual que el ascenso de las nubes se obtienen mediante pequeños efectos visuales que enriquecen la escena. Para el artista su realización es muy importante como función educativa, potenciando el respeto y responsabilidad. Sus paisajes se inspiraban en las diferentes islas: su paisaje, los pueblos, las playas y los volcanes. No obstante esta idea cambió en diciembre de 2003 en el Belén realizado en Santa Cruz de Tenerife junto a la entrada de la sede central de Caja Canarias. El tema tratado ya no era la imitación minuciosa y fiel de las naturalezas cercanas con el fin de sensibilizar al público. Ahora también tendría cabida el simbolismo y la reproducción de grandes civilizaciones que han engendrado culturas importantes. Este fue el caso de “Tres Civilizaciones y un Misterio”, donde se creó un paisaje representando comarcas y ciudades del reino egipcio, del hebreo y del Imperio Romano. Cada civilización fue plasmada con sus correspondientes características: Coliseo, Circo Máximo, el Estadio de Domitiano y la Villa Adriana en Tívoli para el Imperio Romano, las imponentes Pirámides de Gizeh, Esfinges y los paisaje desérticos de Egipto, o el mundo hebreo representado con mucha diversidad y gran efecto ilustrado en la animada actividad de un mercado, en el lugar de Jerusalén y de Belén.

## Causas sociales
El 8 de enero de 2022, Luis Morera fue uno de los cantantes participantes en el concierto solidario Más fuertes que el volcán, el cuál fue organizado por Radio Televisión Española con el fin de recaudar fondos para los damnificados por la erupción volcánica de La Palma de 2021.